# Fàbrica Descals
La Fàbrica Descals és una obra d'Olot (Garrotxa) protegida com a bé cultural d'interès local.

## Descripció
És un edifici format per dos cossos, un de tres pisos i un altre de planta i pis. El més destacable arquitectònicament és el segon cos. A la part inferior hi ha la porta d'entrada, amb dues finestres allargades al amunt. Sobre les finestres hi ha una obertura ovalada. És destacable la inclinació de la teulada i l'ús de ceràmica vidriada i el ferro forjat.